# Bambey
Bambey ist eine Stadt im zentralen Westen des Senegal. Sie ist Präfektur des Départements Bambey in der Region Diourbel.

## Geographische Lage
Bambey liegt im Westen der Region Diourbel, 23 Kilometer von der Regionalpräfektur Diourbel entfernt. 

## Bevölkerung
Die letzten Volkszählungen ergaben für die Stadt jeweils folgende Einwohnerzahlen:
| Jahr | Einwohner |
| ---- | --------- |
| 1988 | 16.974    |
| 2002 | 21.250    |
| 2013 | 28.908    |

## Verkehr
Durch Bambey führt die Nationalstraße N 3. Sie verbindet Thiès und Khombole im Westen mit Diourbel, Mbacké, Touba, Dahra, Linguère, Ourossogui und Matam an der Grenze zu Mauretanien im Osten. Die N3 verläuft Seite an Seite mit der Bahnstrecke Dakar–Niger, die für den Güterverkehr im Erdnussbecken und mit dem Nachbarland Mali von Bedeutung ist, durch das Stadtgebiet. In der Stadt kreuzt die N3 mit der N 9, die in Nord-Süd-Richtung von Mékhé bis Passy verläuft.
Nördlich der Stadt besteht an der N9 über die Anschlussstelle 4 Bambey eine Zufahrt zur mautpflichtigen Autoroute 2.
Über den bei Thiès 66 km entfernt gelegenen Flughafen Dakar-Blaise Diagne ist Bambey an das internationale Luftverkehrsnetz angeschlossen.

## Kultur
Die Stadt verfügt am westlichen Stadtrand mit der Université Alioune DIOP de Bambey über eine Hochschule.

## Persönlichkeiten der Stadt
- Doudou Thiam (1926–1999), Diplomat und Jurist, Außenminister Senegals 1960 bis 1970